# 阿尔法玛

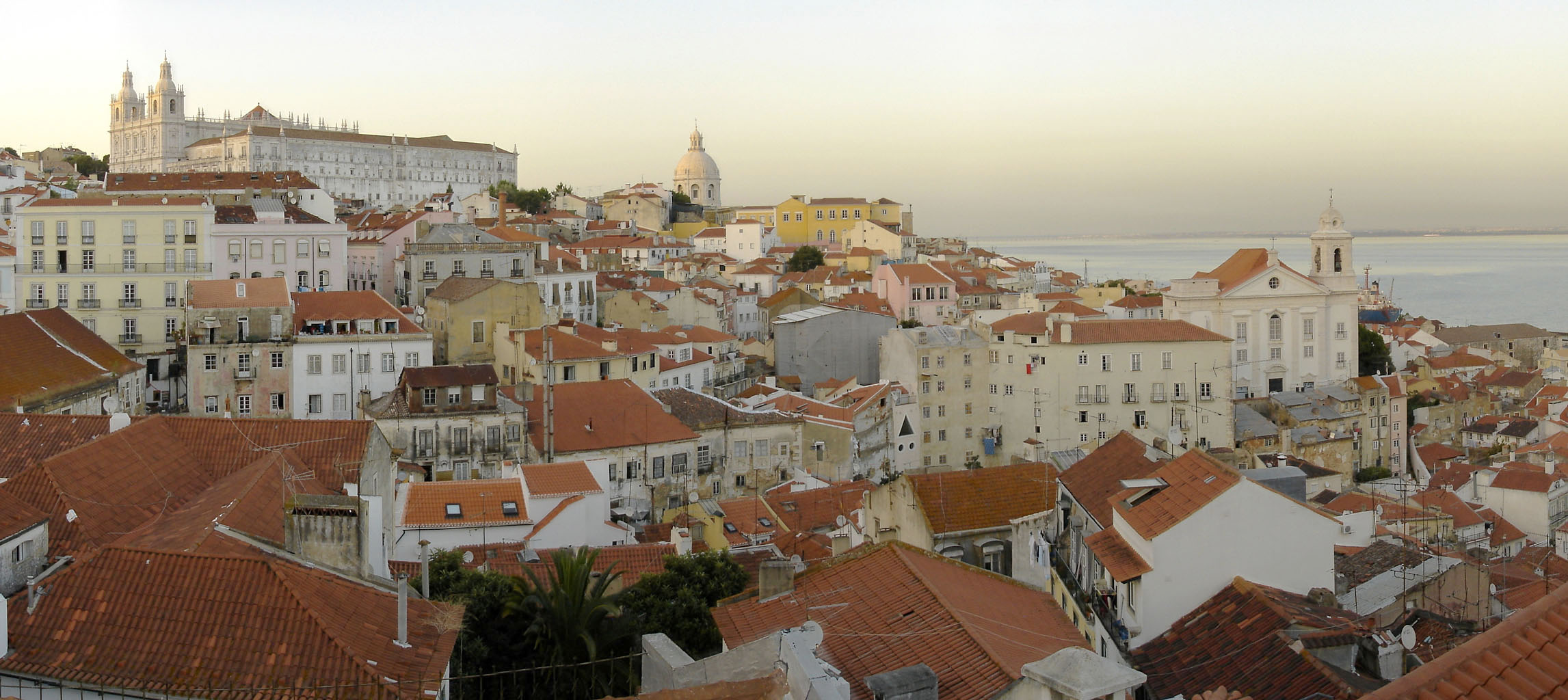
阿尔法玛

阿尔法玛（葡萄牙語：Alfama）是里斯本最古老的城区，分布在圣若热城堡和特茹河之间的山坡地带。其名称来源于阿拉伯语 Al-hamma，意为喷泉或浴室。该区拥有许多重要历史名胜，许多法朵酒吧和餐馆。
在摩尔人统治时期，阿尔法玛就是整个城市。后来城市扩展到西面的Baixa。阿尔法玛成了渔民和穷人居住区。1755年里斯本地震没有摧毁阿尔法玛，它仍然是一个美丽如画的由狭窄街道和小广场构成的迷宫。近来，该区的老房子进行修复，开设餐馆，可以在此享受法多 - 典型的葡萄牙忧郁音乐。 
中世纪的圣若热城堡俯瞰着阿尔法玛，这里直到16世纪初都是王宫，现在是观赏城市风景的最佳地点。在阿尔法玛的山坡，还有一些观景台（miradouros）能够观赏城市，像靠近圣卢西亚教堂的圣卢西亚观景台（在摩尔人的城墙遗址上面），和太阳门观景台（Miradouro das Portas do Sol）。圣卢西亚观景台附近有装饰艺术博物馆（Museu de Artes Decorativas），这是一座17世纪的大厦，内部颇为壮观。 
阿尔法玛的教堂有里斯本主教座堂（12-14世纪），该市最古老的教堂，位于该区西部，恩典修道院 (Convento da Graça, 18世纪），靠近城堡，风格主义的城外圣文生修道院（16世纪末至18世纪），安葬有布拉干萨王朝的国王；巴洛克的圣恩格拉西娅教堂（17世纪），现在改为葡萄牙重要人物的国家先贤祠。

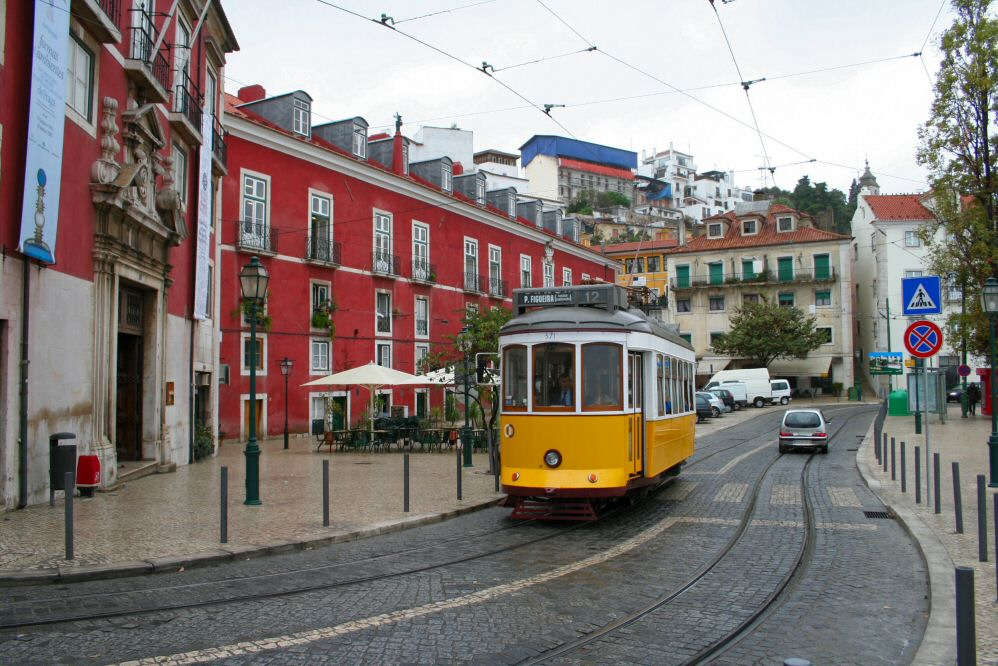
装饰艺术博物馆前的电车
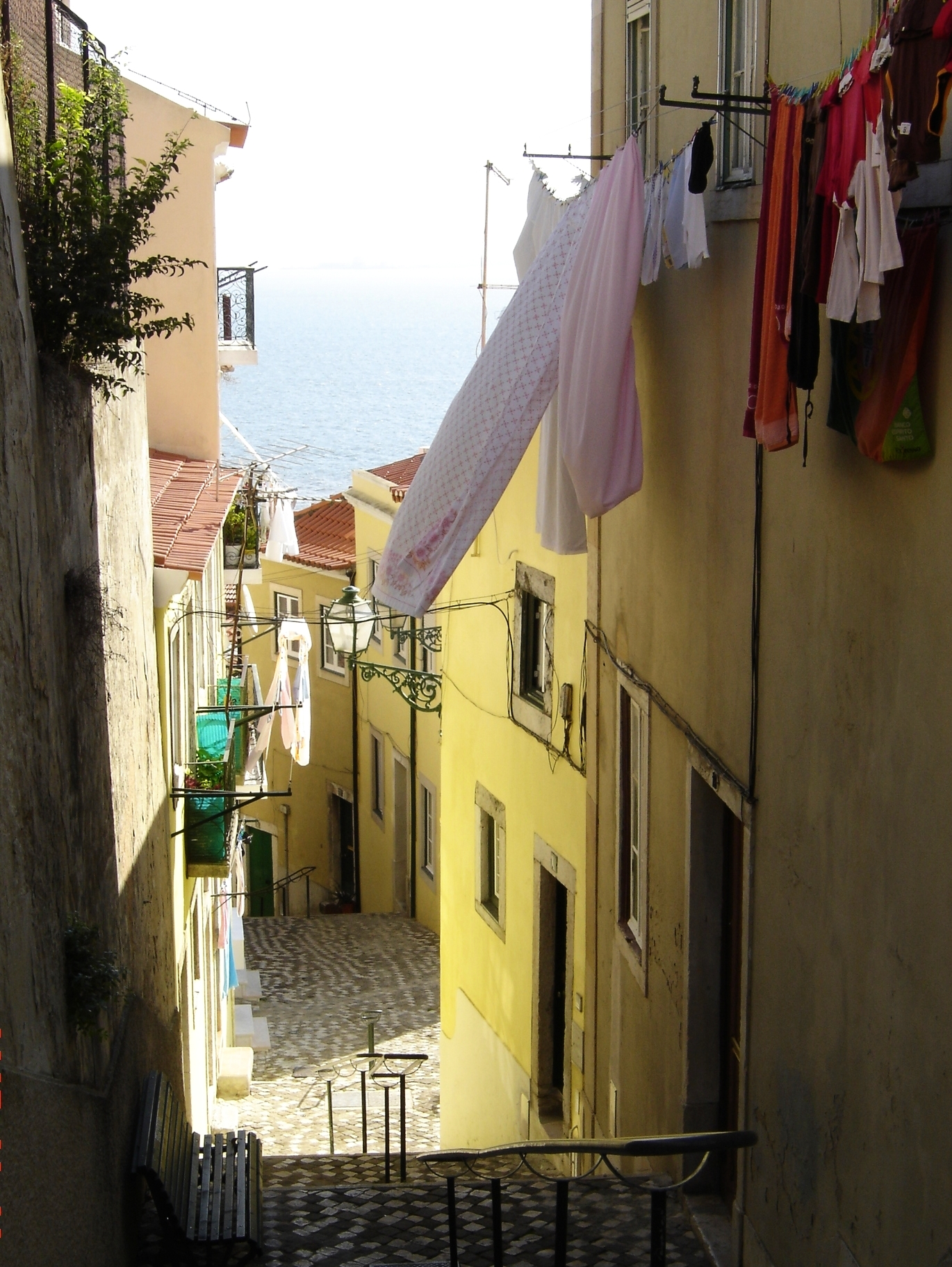
小街

38°42′44″N 9°07′48″W / 38.71222°N 9.13000°W